# Забірова Зульфія Хасанівна
Забірова Зульфія Хасанівна (19 грудня 1973) — казахська велогонщиця.
Олімпійська чемпіонка 1996 року в роздільній шосейній гонці, учасниця 2000, 2004, 2008 років.
Чемпіонка світу з велоперегонів на шосе 2002 року в роздільній гонці, срібна призерка 1997 (роздільна гонка), 1998 (роздільна гонка) років, бронзова призерка 2003 (роздільна гонка), 2004 (роздільна гонка) років.